# حبيل المنصري (حبيل جبر)

تعديل مصدري - تعديل

حبيل المنصري هي إحدى قرى عزلة حبيل جبر بمديرية حبيل جبر التابعة لمحافظة لحج، بلغ تعداد سكانها 51 نسمة حسب تعداد اليمن لعام 2004.